# Ralf Sträßer
Ralf Sträßer (né le 20 juin 1958 en RDA) est un ancien joueur et entraîneur de football est-allemand.